# Palais de la Femme
Le palais de la Femme est un immeuble situé au 94, rue de Charonne, à l'angle de la rue Faidherbe, dans le 11e arrondissement de Paris, en France. Depuis 1926, c'est un établissement de l'Armée du salut destiné à l'accueil des jeunes filles, des femmes seules et qui accueille également aujourd'hui des hommes . Le bâtiment est composé de 630 chambres.

## Historique
Entre 1641 et 1904, le terrain sur lequel l'immeuble est bâti était occupé par un couvent, le couvent dominicain des Filles-de-la-Croix. Ce dernier a la réputation d'être le lieu de sépulture de Cyrano de Bergerac,. Expulsées en 1792 pendant la Révolution française, les religieuses reviennent en 1825 et le couvent est finalement fermé en 1904 puis démoli.

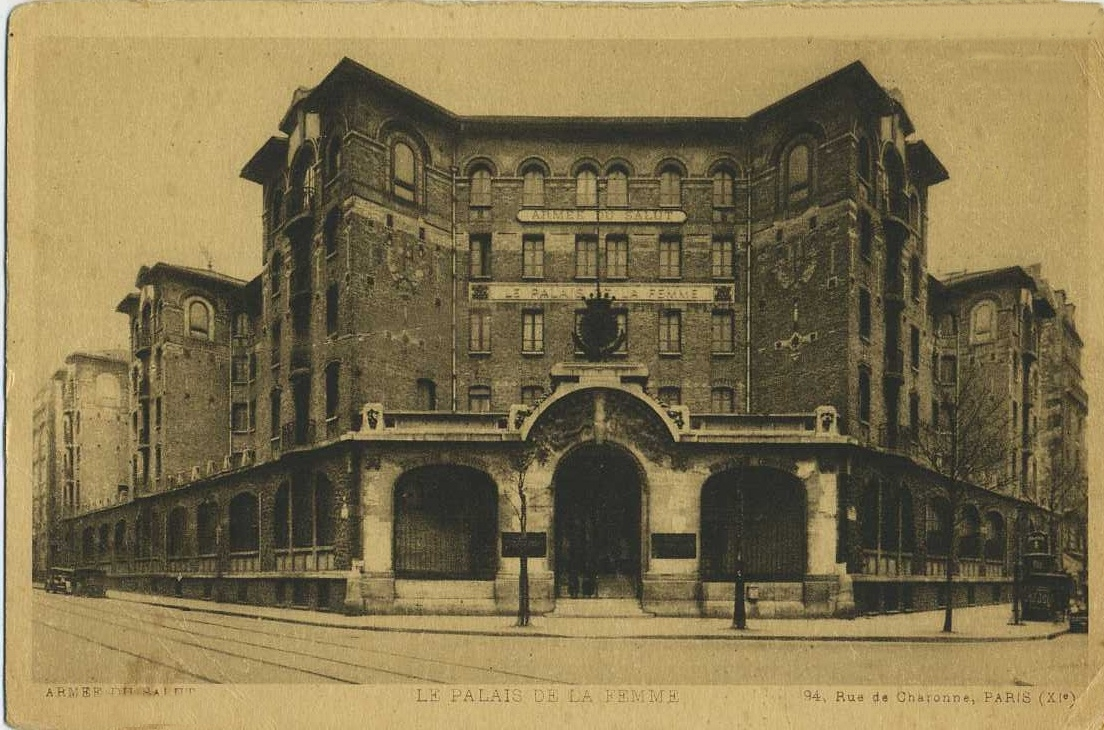
Carte postale montrant le bâtiment dans les années 1920.

En 1910, les architectes Auguste Labussière et Célestin Longerey édifient pour la fondation Groupe des Maisons Ouvrières, financée discrètement par la philanthrope Amicie Lebaudy, le nouveau bâtiment. C'est un hôtel populaire pour hommes célibataires, le premier du genre en France,.
Mme Lebaudy a fait construire cet hôtel pour y accueillir les hommes célibataires de condition modeste. Le but n'est pas seulement de leur procurer un logement sain, confortable et économique mais aussi de leur offrir des conditions sociales qui les éloignent d'une vie ruineuse ou malsaine. Un soin tout particulier est donné aux parties communes de l'hôtel, comme la salle à manger, les salons, les salles de réunion. Mais on y trouve aussi toutes sortes de services, comme une blanchisserie, un coiffeur, un tailleur et même la réparation de bicyclettes.
Les architectes appliquent les principes du courant hygiéniste cher à Amicie Lebaudy. Apparu au milieu du XIXe siècle et lié en partie aux travaux de Pasteur, il prône une nouvelle approche de l'environnement humain, notamment de l'architecture. Pour apporter de l'air et de la lumière aux logements et rompre la monotonie des façades, l'ensemble d’immeubles est organisé autour de grandes cours aérées. Sur les façades extérieures sur rue, un système de redans augmente la surface habitable.
En 1914, avec la Première Guerre mondiale, l’hôtel est transformé en hôpital. De 1919 à 1924, le ministère des Pensions y installe ses bureaux.
L'Armée du salut, via l'engagement des époux Blanche et Albin Peyron, décide alors d'acquérir le bâtiment et lance en janvier 1926 une grande campagne de souscription pour réunir la somme de onze millions de francs papier de l'époque nécessaire à l'achat.
Les donateurs pourront avoir leur nom inscrit sur une plaque apposée sur la porte d'une des 630 chambres.
Le Palais de la Femme est officiellement inauguré le 23 juin 1926.
Le site fait l’objet d’une inscription au titre des monuments historiques depuis le 25 juin 2003. Les éléments protégés comprennent le vestibule, l'escalier, le restaurant, le salon de thé, la bibliothèque, les décors intérieurs et l'élévation.
Entre 2006 et 2009, le bâtiment subit une importante restauration.
En 2021, la Mayfly Gallery présente Home Perspectives, une exposition collective et caritative regroupant 27 artistes émergents, nationaux  et internationaux - dont Laura Tolen , au profit du Palais de la Femme,.

## Description
La verrière intérieure, d'époque, peut se visiter lors de journées portes ouvertes.

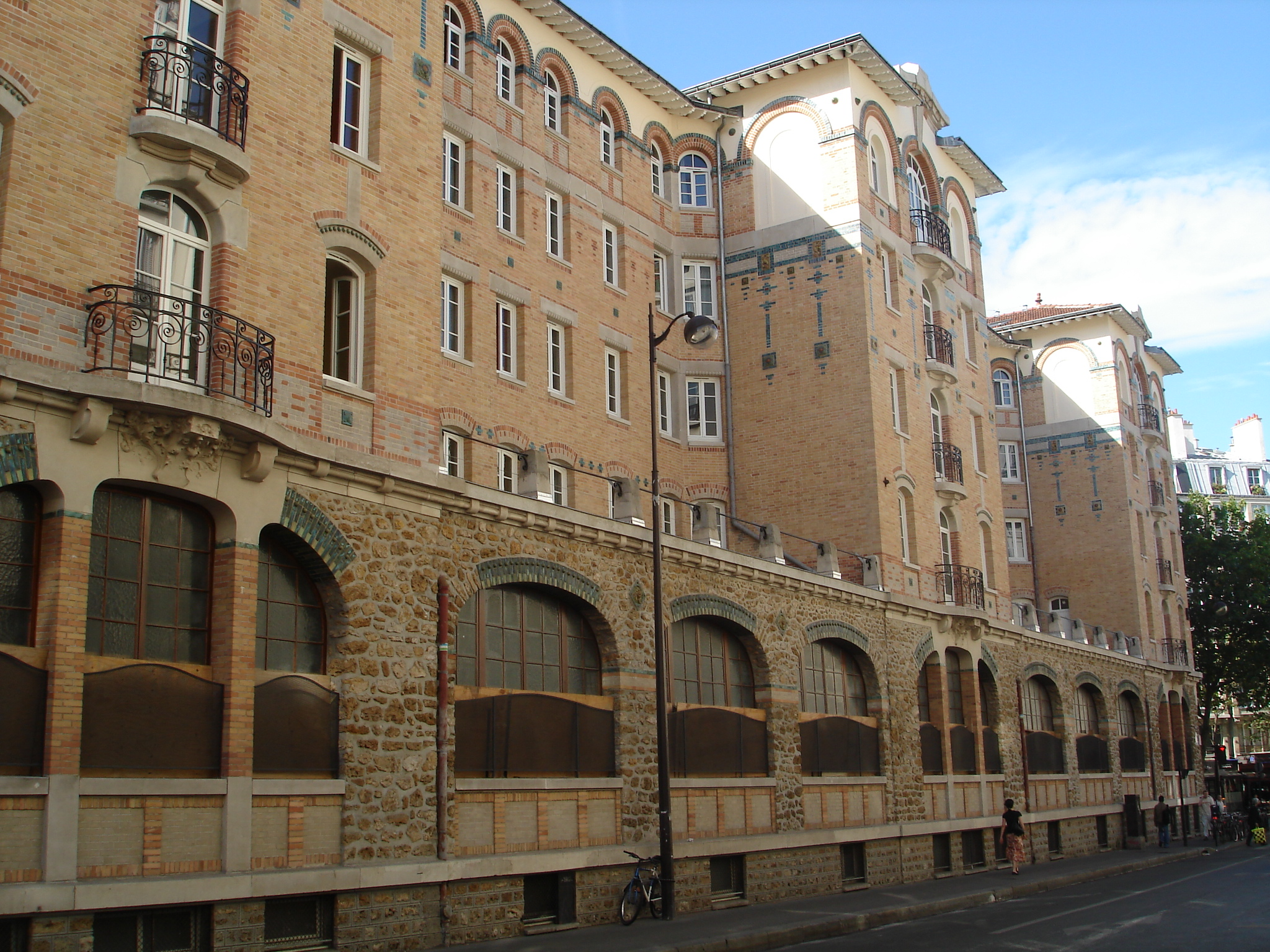
Vue générale, côté rue de Charonne.
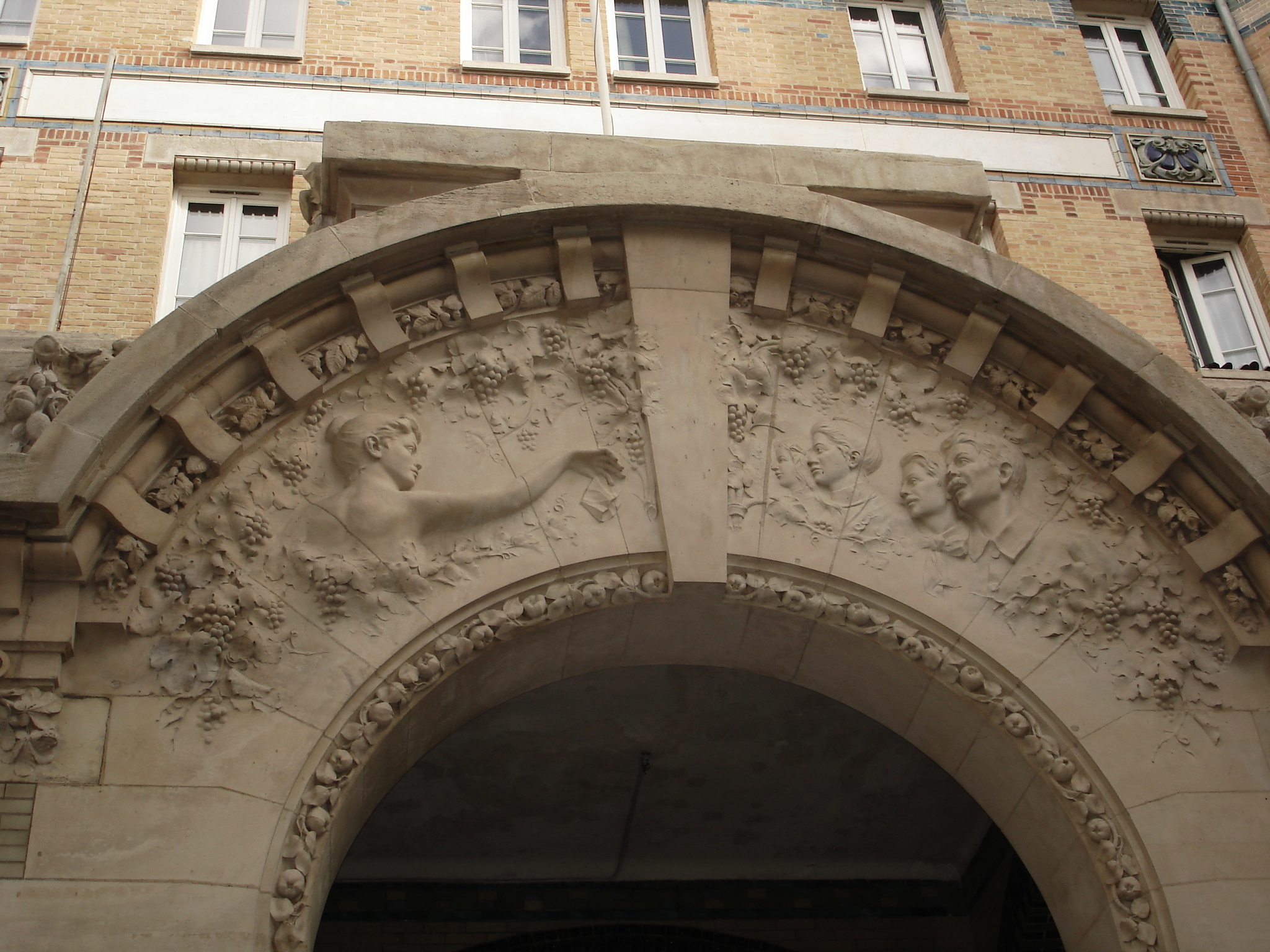
Bas-relief situé au-dessus de l'entrée principale.
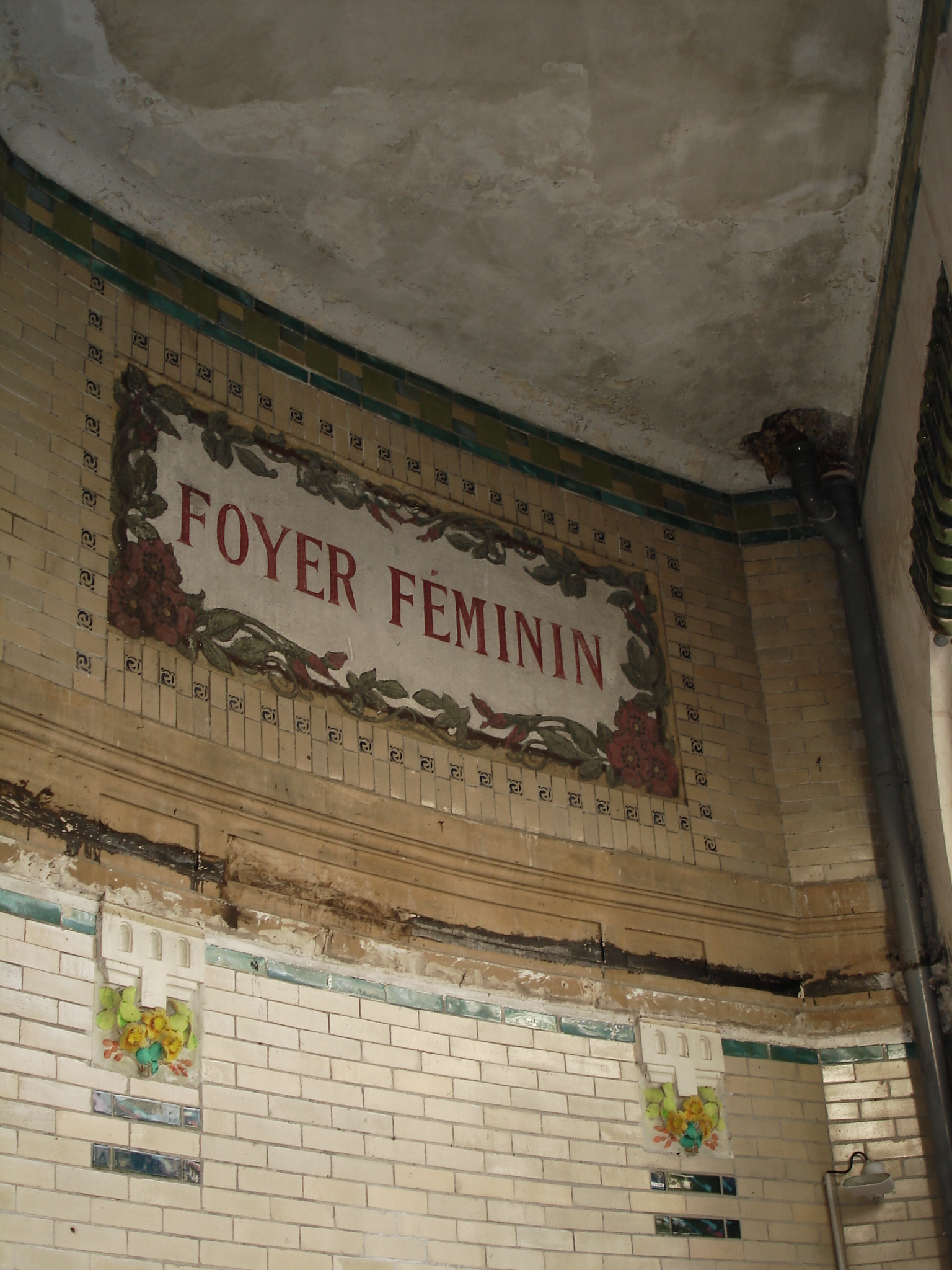
Céramique située dans le porche de l'entrée.